# Kleinkastell Raitenbuch
Das Kleinkastell Raitenbuch war ein römisches Militärlager, das nahe am Obergermanisch-Rätischen Limes, einem UNESCO-Weltkulturerbe, errichtet wurde und heute an einem Waldrand westlich des Dorfes Raitenbuch im Landkreis Weißenburg-Gunzenhausen in Bayern liegt.

## Lage und Forschungsgeschichte
Das wenig erforschte steinerne Kleinkastell liegt rund 20 Meter hinter der Limesmauer. Es wurde an einem fast schnurgeraden, vielfach heute noch deutlich sichtbaren Limesstück errichtet, das in südöstliche Richtung abfällt. Westlich des Kleinkastells liegt das jüngere Centenarium „In der Harlach“ sowie das unerforschte Erdlager südlich des Centenariums. Von der Grenzbefestigung Raitenbuch sind nur noch geringe überwachsene Schuttdämme der nordwestlichen und südwestlichen Umwehrung im Wald zu sehen.
Die Anlage wurde 1924 im Auftrag der Reichs-Limeskommission (RLK) durch den Archäologiepionier Friedrich Winkelmann (1852–1934) untersucht. Seither fanden keine Grabungen mehr an diesem Platz statt. Erste Anregungen zu einer zeitlichen Neubewertung des Kastellplatzes formulierte der Provinzialrömische Archäologe C. Sebastian Sommer (1956–2021) nach einer Ortsbegehung im Dezember 2009 und den daraus resultierenden theoretischen Nachforschungen.

## Baugeschichte

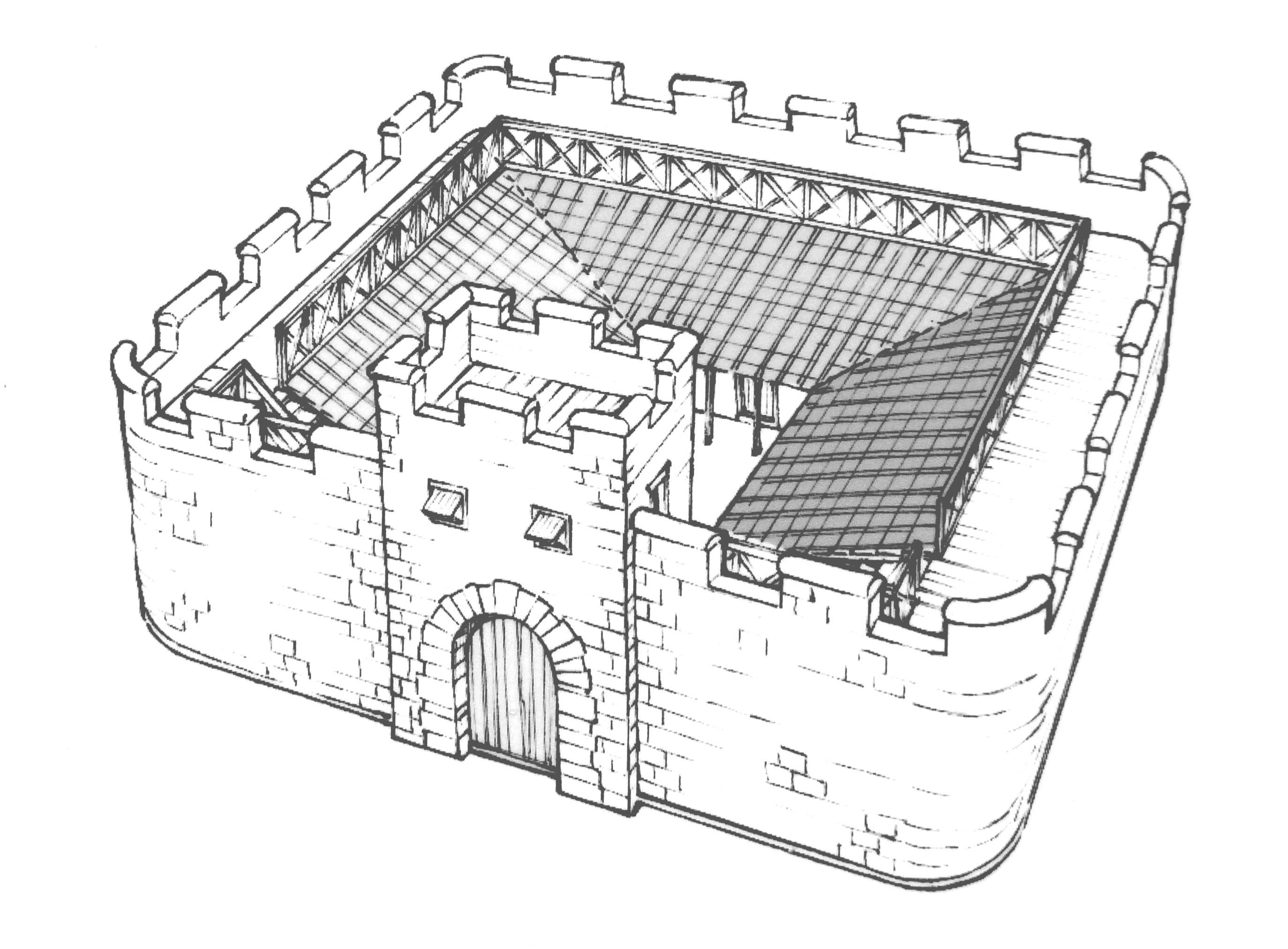
Das Kleinkastell Seitzenbuche – ähnlich könnte auch Raitenbuch ausgesehen haben.

Die annähernd quadratische, 18 × 18 Meter (= 324 Quadratmeter) große Anlage unterscheidet sich von den meisten anderen Kleinkastellen dieser Limesstrecke durch die abgerundeten Ecken seiner Umwehrung, wie sie auch bei den größeren und großen Kastellbauten der obergermanisch-rätischen Limeszeit beobachtet werden können. Winkelmann fiel zudem auf, dass die Umfassungsmauer etwas kleiner und schwächer ausgeführt worden war, als dies sonst bei Kleinkastellen an diesem Grenzabschnitt üblich ist. Er beobachtete an der ursprünglich 0,60 Meter starken Umwehrung einen weitgehenden Ausbruch der Flanken, während die Eckbereiche mit Ausnahme der offensichtlich nicht ergrabenen östlichen Rundung erhalten geblieben waren. Der ebenfalls lediglich rekonstruierte, von zwei Torwangen begrenzte einspurige Eingang im Nordosten war offenbar zur Reichsgrenze hin orientierten. Sommer stellte 2009 Ungereimtheiten fest, die Winkelmann hätten auffallen müssen, zu denen aber jeder Hinweis in den überlieferten Unterlagen der Reichs-Limeskommission fehlt. Es handelte sich dabei um massive Ausbrüche im Bereich der Nordwestmauer, die eine Aneinanderreihung von mehreren Meter großen und heute noch bis zu einem halben Meter tiefen Gruben verursacht hat, die ungefähr parallel zum Limes verlaufend, durch den rückwärtigen, dem Limes abgewandten Bereich des Kleinkastells ziehen und auch die nicht ergrabene Südostmauer stören. Sommer mutmaßte, dass diese Gruben in Zusammenhang mit den sehr gut bekannten Materialentnahmegruben stehen, die zur Errichtung und Reparatur der Raetischen Mauer angelegt wurden. Im Falle von Raitenbuch müssen diese Gruben jünger sein, als das Kastell, da sie dessen Bestand ohne jede Rücksichtnahme durchschneiden. Vielleicht kann schon diese Tatsache einen Hinweis auf eine ältere Aufbauphase des Limes geben, denn die Materialgruben könnten bezeugen, dass Raitenbuch bereits vor oder mit dem Bau der steinernen Limesmauer aufgegeben wurde. Damit wäre zunächst das Kleinkastell selbst weitgehend als Steinbruch genutzt worden, bevor die Arbeiter überhaupt in der Lage waren, die Gruben anzulegen. Die dendrochronologischen Daten aus dem Unterbau der Raetischen Mauer am Kastell Dambach weisen dort in die Wintermonate 206/207 n. Chr., was für Sommer eine Errichtung der Mauer ab dem Frühjahr 207 wahrscheinlich macht. Möglicherweise kann der früher anzusetzende Bau und die Nutzung des Kleinkastells Raitenbuch in das letzte Drittel 2. Jahrhundert n. Chr. datiert werden.
Die höchstwahrscheinlich in Holzbauweise ausgeführte Innenbebauung stand im Karree um einen Innenhof. Über hölzerne Stiegen gelangte man auf einen umlaufenden Wehrgang.
Im „Grenzgräbchen“ bei Raitenbuch ist im 19. Jahrhundert eine Fibel aus der Zeit des beginnenden 3. Jahrhunderts geborgen worden.
Kleinkastelle gehörten neben den Türmen zu den wesentlichen Stützpunkten der römischen Truppe direkt hinter dem Limes. Ihre Besatzung und Nutzung ist in der Regel jedoch unbekannt.

Ausgrabungsbefunde der Reichs-Limeskommission 1924
KK Raitenbuch (hier als „Feldwache“ bezeichnet) und angrenzende Limesanlagen
Grundriss des KK Raitenbuch

## Limesverlauf zwischen den Kleinkastellen Raitenbuch und Petersbuch
| ORL      | Name/Ort                                                      | Beschreibung/Zustand |
| -------- | ------------------------------------------------------------- | --- |
| Wp 14/50 |                                                               | Turmstelle als Bodenverformung sichtbar. An diesem Platz fand sich lediglich ein Holzturmhügel. Vielleicht ersetzte das nahe Kleinkastell Raitenbuch den Turm. |
| Wp 14/51 |                                                               | Turmstelle nicht sichtbar. Lage wird nur vermutet. |
| Wp 14/52 |                                                               | Turmstelle nicht sichtbar. Lage wird nur vermutet. |
| Wp 14/53 | „Im Raitenbucher Wald, Distrikt Wildhau, Bezirk Mähderwiesen“ | Von dieser Stelle bis zum drei Kilometer entfernten Limesknick bei Kastell Petersbuch ist der Schuttwall der Limesmauer gut sichtbar. Wp 14/53 hat sich nur in verfallenen Resten erhalten. |
| Wp 14/54 | „Bei St. Egidi“                                               | Von diesem 6 × 5,6 Meter großen Steinturmfundament sind ebenfalls verfallene Reste im dichten Unterholz des Waldes zu erkennen. |
| Wp 14/55 | „Waldbezirk Paradies“                                         | 1,05 Kilometer von Wp 14/54 entfernt ist das 6,2 × 5,9 Meter große, etwas verfallene Steinturmfundament im Wald sichtbar konserviert. Der Turm mit seinen 0,76 Meter dicken Mauern wurde bereits 1789 von dem Geistlichen Rat und Professor der Mathematik Ignaz Pickel (1736–1818) aus Eichstätt ergraben, untersucht, vermessen und zeichnerisch festgehalten. Dabei fanden sich auf dem gepflasterten Boden im Turminneren Tuffsteine, die in dieser Gegend nicht vorkommen. Der damals an seinem höchsten Punkt noch fünf Nürnberger Schuh (1,50 Meter) hohe Turm besaß einen ebenerdigen, seitlich versetzten Eingang. Wie der Befund zeigte, wurde die laut Pickel in diesem Bereich vier Schuh (1,20 Meter) breite und damals offenbar noch in einem guten Zustand befindliche Limesmauer nachträglich an den Turm gebaut. Auch Friedrich Ohlenschlager (1840–1916) sah das Bauwerk 1890 „fast mannshoch mit gemörtelter Mauer“ erhalten und erwähnte, dass der Pappenheimer Dechant und Konsistorialrat Michael Redenbacher (1764–1816) als zusätzliche Beobachtung noch Fischgrätmuster im Mauerwerk gesehen hatte. Doch schon zu Ohlenschlagers Zeiten zerstörten die Bewohner der Gemeinde Kaldorf den bis dahin besterhaltenen Turm der Umgebung als billigen Steinbruch. Eine nach den Verwüstungen auf 0,60 Meter Höhe erfolgte Restaurierung sah der Archäologe Dietwulf Baatz 1974 bereits wieder als „vor längerer Zeit konserviert.“ |
| KK       | Petersbuch                                                    | → Hauptartikel : Kleinkastell Petersbuch [ 19 ] |

## Denkmalschutz
Das Kleinkastell Raitenbuch und die erwähnten Anlagen sind als Abschnitt des Obergermanisch-Rätischen Limes seit 2005 Teil des UNESCO-Welterbes. Außerdem sind sie geschützt als eingetragene Bodendenkmale im Sinne des Bayerischen Denkmalschutzgesetzes (BayDSchG). Nachforschungen und gezieltes Sammeln von Funden sind erlaubnispflichtig, Zufallsfunde sind den Denkmalbehörden anzuzeigen.